# Ispidina picta
Il martin pescatore pigmeo africano (Ispidina picta (Boddaert, 1783)) è un piccolo martin pescatore insettivoro che si trova nella regione afrotropicale, prevalentemente in habitat di boscaglia.

## Tassonomia
Il martin pescatore pigmeo africano fu descritto dal polìmate francese Georges-Louis Leclerc, conte di Buffon, nel 1780, nella sua Histoire Naturelle des Oiseaux. L'uccello fu anche illustrato in una tavola colorata a mano incisa da François-Nicolas Martinet nelle Planches Enluminées D'Histoire Naturelle, realizzate sotto la supervisione di Edme-Louis Daubenton per accompagnare il testo di Buffon. Né la didascalia della tavola né la descrizione di Buffon includevano un nome scientifico, ma nel 1783 il naturalista olandese Pieter Boddaert coniò il nome binomiale Todier de Juida nel suo catalogo delle Planches Enluminées. La località tipo è Saint Louis, in Senegal. Attualmente, il martin pescatore pigmeo africano è assegnato al genere Ispidina, introdotto dal naturalista tedesco Johann Jakob Kaup nel 1848. L'epiteto specifico picta deriva dal latino pictus, che significa «dipinto». Alcuni testi fanno riferimento a questa specie con il nome Ceyx pictus.
Sono riconosciute tre sottospecie:
- I. p. picta (Boddaert, 1783) – dal Senegal e Gambia fino all'Etiopia e a sud fino all'Uganda;
- I. p. ferrugina Clancey, 1984 – dalla Guinea-Bissau all'Uganda occidentale e a sud fino ad Angola, Zambia e Tanzania settentrionale;
- I. p. natalensis (A. Smith, 1832) – dall'Angola meridionale alla Tanzania centrale e a sud fino alle regioni settentrionali e orientali del Sudafrica.

## Descrizione

### Dimensioni
La specie misura circa 12 cm di lunghezza e 9-16 g di peso.

### Aspetto
I due sessi sono simili. Negli adulti, le piume della fronte e del cappuccio sono nere con apice blu brillante. Il volto presenta ampie sopracciglia color ruggine, redini nere, guance e copritrici auricolari di colore lilla. Un'ampia macchia bianca o color crema si trova ai lati del collo. La nuca è ruggine. Mantellina, dorso, groppone e copritrici sopracaudali sono di colore blu-viola scuro. La coda e le ali sono nere. Le remiganti sono bordate di viola, mentre le copritrici superiori delle ali terminano con un viola intenso. Il mento e la gola sono bianchi. Il resto delle parti inferiori e le copritrici inferiori delle ali sono di una tonalità ruggine-giallastra. Il becco è rosso, l'iride bruno scuro, le zampe rosso-arancio. Nei giovani, i colori risultano più spenti e il blu più chiaro. Mantellina e dorso sono macchiettati. Le piume dei baffi e del petto sono scure all'estremità. Il becco è nero con la punta giallastra e le zampe sono rosa.

### Voce
Emette un Tsiit-tsii, un richiamo sottile e acuto.

## Distribuzione e habitat
Il martin pescatore pigmeo africano mostra una chiara preferenza per gli ambienti boschivi ed erbosi in zone asciutte. Frequenta quindi praterie secche con cespugli e alberi, situate comunque in prossimità di corsi d'acqua. Si trova anche nelle savane con specie spinose, tra le distese di erbe elefante vicino all'acqua. Vengono inoltre frequentate le foreste paludose, le foreste sempreverdi dense, le piantagioni, i campi coltivati, i giardini e i prati. Le densità più elevate si registrano nelle savane a erba alta. Endemico dell'Africa, è diffuso in tutta la fascia sub-sahariana, anche se è assente in alcune regioni. In particolare manca in Etiopia, nel nord-est del Kenya, in Somalia (eccetto alcune valli), in Namibia, in quasi tutto il Botswana e in Sudafrica, tranne che nella parte orientale fino a Port Elizabeth. Il martin pescatore pigmeo africano è presente fino a 1500 metri di altitudine nell'Africa meridionale e fino a 2000 metri nell'Africa orientale.

## Biologia

### Comportamento
Il martin pescatore pigmeo africano è un uccello tranquillo e discreto che vive in solitudine. Caccia all'agguato da un posatoio situato a bassa altezza dal suolo, dove può restare anche a lungo, scuotendo di tanto in tanto la testa e agitando brevemente la coda. Questo atteggiamento è piuttosto comune tra i martin pescatori. Cattura la maggior parte delle sue prede al suolo o sulla superficie di acque tranquille e ritorna sul posatoio per consumarle, ma può anche inseguire insetti in volo. Questo uccello manifesta un comportamento territoriale ben definito e segna i confini del proprio territorio posizionandosi regolarmente su alcuni posatoi preferiti per settimane. È una specie migratrice. Le popolazioni settentrionali scendono in Sudafrica per nidificare tra ottobre e aprile, oppure in Zambia da agosto a maggio. Questi uccelli raggiungono anche il Katanga tra settembre e maggio. Al contrario, le popolazioni che vivono nell'Africa meridionale «svernano» in Ruanda da marzo ad agosto e nel nord dello Zaire da aprile ad agosto. Alcuni individui si spingono persino a nord fino al Sudan nei mesi di giugno e luglio. Questi sono i due principali movimenti migratori, ma non gli unici. Le migrazioni avvengono di notte e molti uccelli muoiono schiantandosi contro gli edifici, in particolare in Zimbabwe e in Sudafrica.

### Alimentazione
Il martin pescatore pigmeo africano è principalmente un insettivoro che si nutre di cavallette, mosche, coleotteri, bruchi e falene notturne (che vivono di notte e hanno colori piuttosto spenti). La sua dieta, però, non si limita agli insetti: cattura anche ragni, piccoli millepiedi, piccole rane e, occasionalmente, alcuni insetti acquatici.

### Riproduzione
Entrambi i partner scavano una galleria lunga dai 30 ai 60 centimetri nella riva di un corso d'acqua, in un burrone o in una cavità dovuta all'erosione, nella parete di una tana di oritteropo o in un termitaio terrestre. La dimensione della covata varia a seconda delle regioni: alle basse latitudini la femmina depone da 4 a 6 uova nella camera in cui si trova il nido, mentre alle latitudini più elevate (più lontane dall'equatore) spesso ne depone sei. Entrambi i genitori si occupano dell'allevamento e del nutrimento dei piccoli. Le coppie possono allevare più nidiate consecutive durante la stagione. La nidificazione avviene inoltre in periodi diversi a seconda della latitudine: da settembre a novembre in Mauritania e Mali; da marzo a ottobre più a sud nell'Africa occidentale; a gennaio, da marzo a giugno e da ottobre a novembre nell'Africa orientale; da gennaio a marzo e da agosto a ottobre nello Zaire e in Angola; da ottobre a dicembre e talvolta fino a marzo nel resto dell'Africa australe.

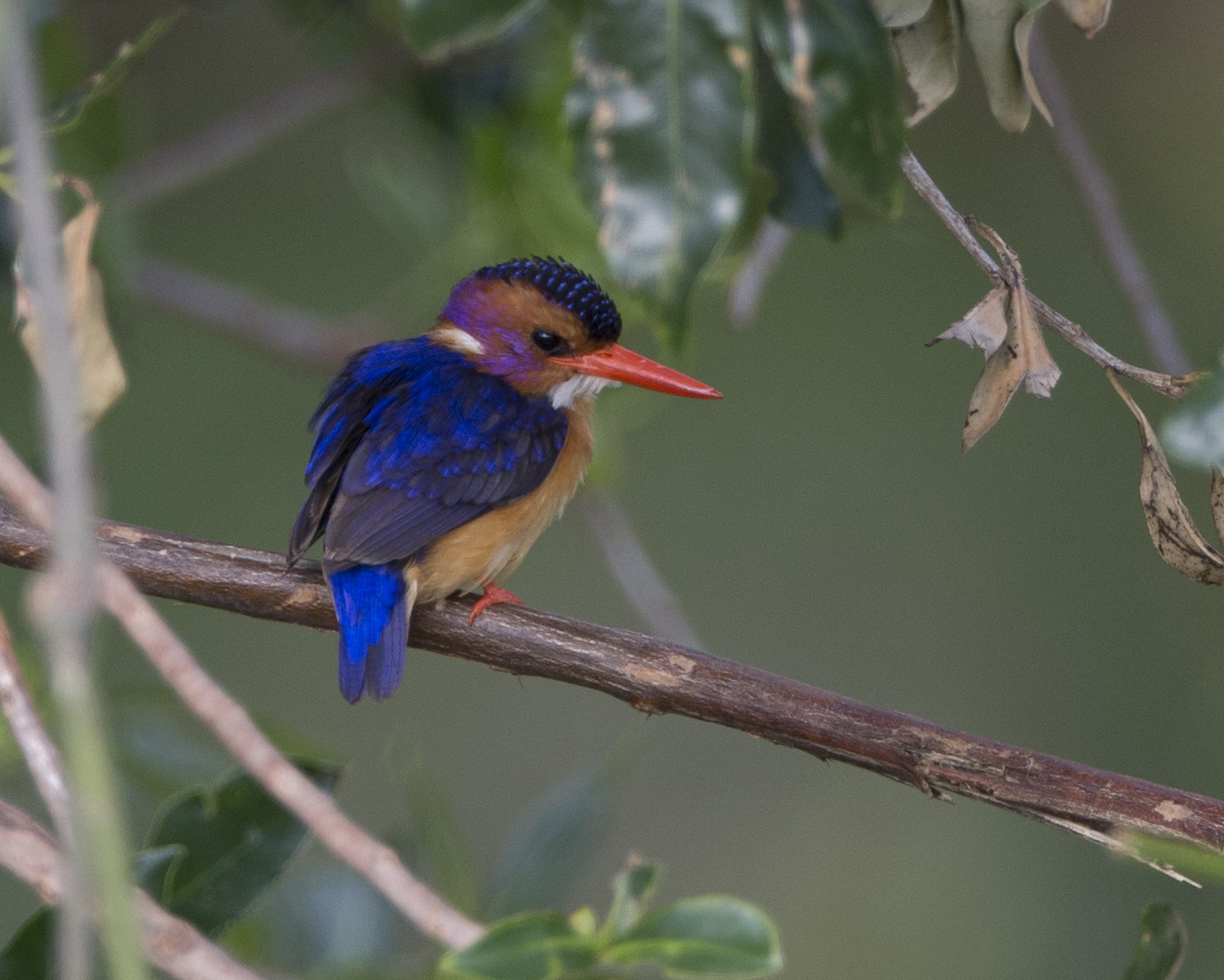
I. p. picta (Kenya)
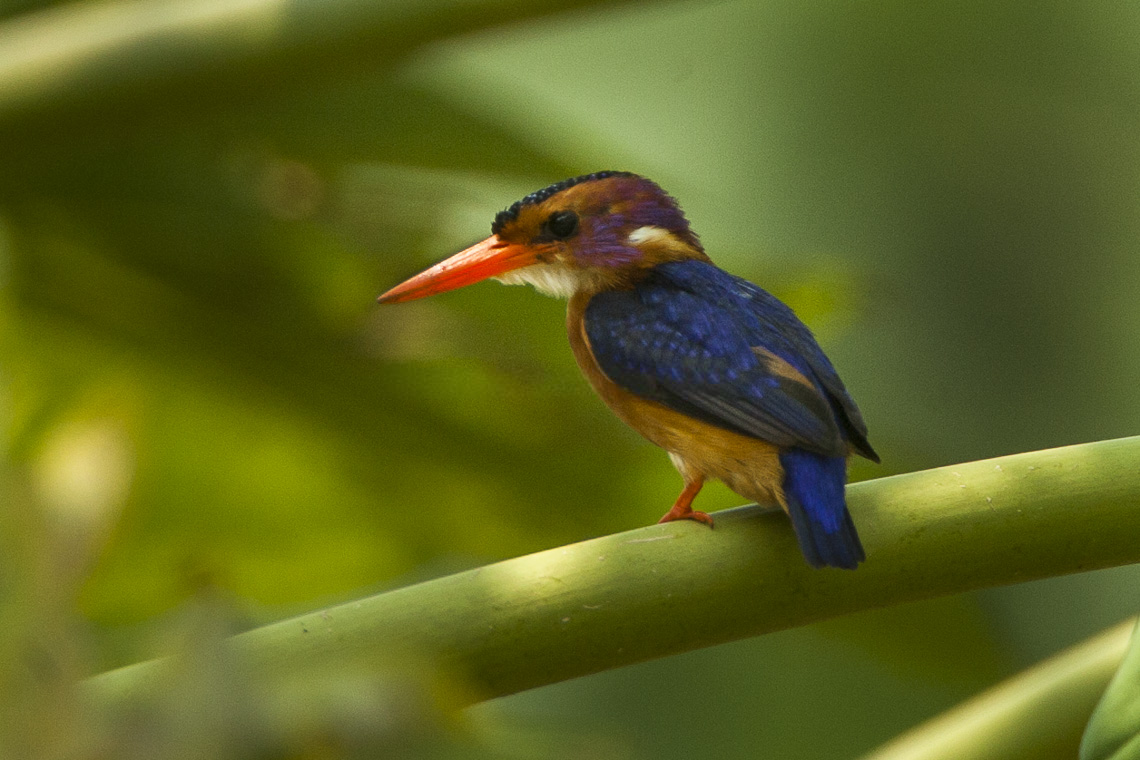
I. p. picta (Uganda)
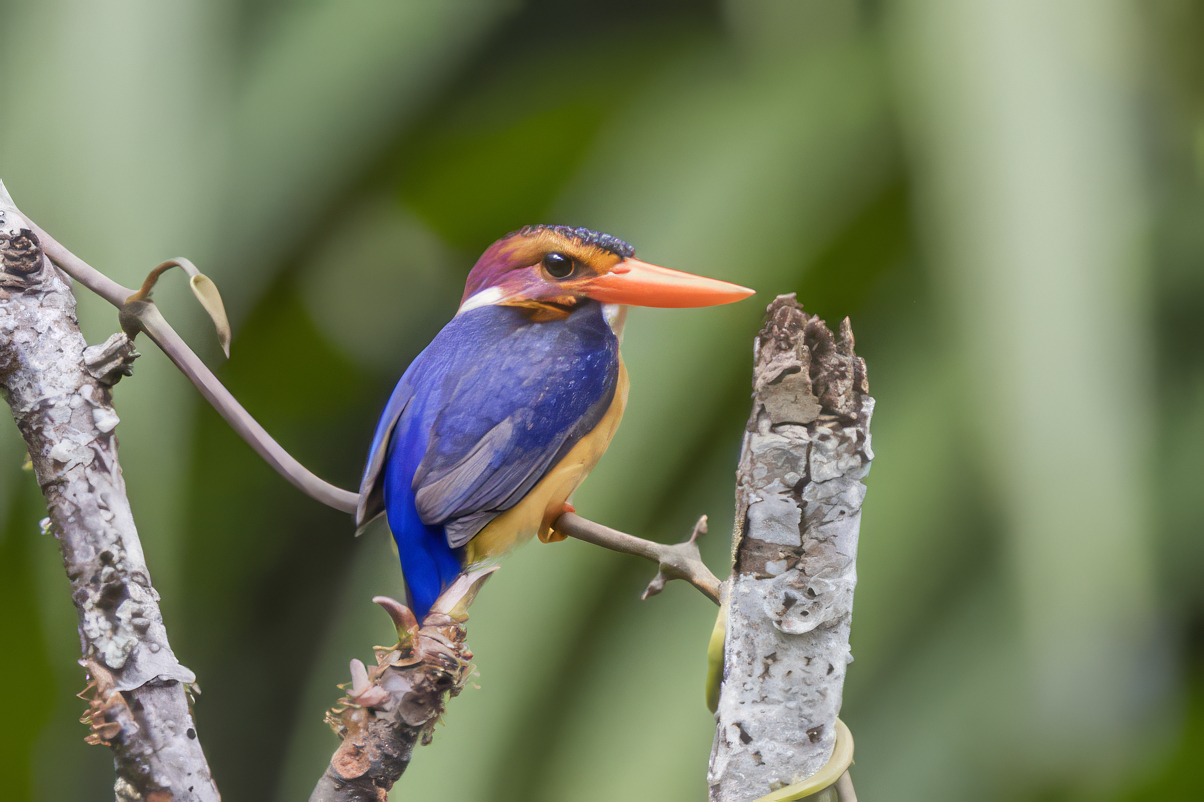
I. p. ferrugina (Ghana)